# Snage za specijalne operacije (Rusija)
Snage za specijalne operacije (rus.: Силы специальных операций; ССО, Sily spetsial’nykh operatsii, SSO) je naziv za postrojbe za specijalne operacije Zapovjedništva snaga za specijalne operacije (rus.:командование сил специальных операций, KCCO, Komandovanie sil spetsial’nalnykh operatsii, KSSO) Glavnog stožera Oružanih snaga Ruske Federacije.
Prve postrojbe onoga što će postati snage za specijalne operacije formirane su 2009. godine u sklopu nastavka ruske vojne reforme iz 2008. godine nakon rata u Gruziji. Zapovjedništvo snaga za specijalne operacije osnovano je 2012. godine, a najavio ga je u ožujku 2013. načelnik Glavnog stožera Valerij Gerasimov. Prema riječima Gerasimova, Snage za specijalne operacije su zamišljene snage na strateškoj razini, čije bi primarne misije bile inozemne intervencije, uključujući sabotaže i protuterorističke operacije. 
SSO ne pripada nijednoj grani Ruskih oružanih snaga i razlikuje se od Specijalnih snaga ili Specnaza Glavne obavještajne uprave Glavnog stožera Oružanih snaga Ruske Federacije i ostalih postrojbi Spetsnaza. Spetsnaz je naziv za ruske specijalne postrojbe, skraćenica od Vojska za specijalne namjene, termin označava sve specijalne snage, a prvi Spetsnaz po kojemu su ostali dobili ime je bio Spetsnaz GRU, ruske vojno obavještajne službe osnovan 1949. godine.

## Ustroj
- Centar za posebne namjene "Senež"
- Centar za posebne namjene "Kubinka-2"
- Centar za planinsko ratovanje "Terskolj"
- Specijalna zrakoplovna brigada
- 561. eskadrila za hitno spašavanje

## Zapovjednici
| Zapovjednik                          | Razdoblje     |
| ------------------------------------ | ------------- |
| Pukovnik Oleg Martjanov              | 2009. – 2013. |
| General bojnik Aleksej Djumin        | 2014. – 2015. |
| General bojnik Aleksandar Matovnikov | 2015. – 2018. |
| Nema podataka                        | 2018. -       |

## Poveznice
- Spetsnaz
- Zapovjedništvo za specijalne operacije (SAD)
- Zapovjedništvo specijalnih snaga OSRH

## Vanjske poveznice
- YouTube: Spetsnaz u Siriji
- YouTube: Spetsnaz: Oslobađanje Palmire